# Omicron criticum
Omicron criticum är en stekelart som först beskrevs av Schulz 1906.  Omicron criticum ingår i släktet Omicron och familjen Eumenidae.

## Underarter
Arten delas in i följande underarter:
- O. c. richardsi
- O. c. pulchripictum
- O. c. rotundicolle